# Halil Rifat Pascià
Pascià Halil Rifat (in turco: Halil Rifat Paşa) (Serres (Grecia), 1827 – Costantinopoli, 9 novembre 1901) è stato un politico ottomano Probabilmente era di origine Albanese.

## Biografia
Nacque a Serres (Serez, in turco) e ricevette un'istruzione in una madrasa a Salonicco (Selanik), poi continuò a studiare Mekteb-i Mülkiye (scienze politiche) a Costantinopoli.

## Carriera
Dopo gli anni degli studi, iniziò a lavorare come impiegato postale a Vidin, poi lavorò come segretario nell'ufficio del governatore di Salonicco. Avanzò gradualmente e con il passare del tempo fu nominato a posizioni ufficiali più alte, anche a Rustchuk. Nel 1882 fu nominato mutasarrıf di Vidin, poi nel 1886 fu nominato governatore di Sivas, dove iniziò un programma di costruzione di strade. Il suo motto nella campagna per la costruzione di strade era "Ogni posto dove non puoi andare non è tuo" (turco: Gidemediğin yer senin değildir). Successivamente fu nominato governatore di Aidin (1889) e successivamente di Monastir, dove combatté le unità di brigantaggio che erano diffuse nella provincia. Fu nominato ministro degli affari interni nel 1893. Poi fu nominato gran visir nel novembre 1895. Gli eventi più importanti della sua era come gran visir furono le rivolte di Sason (nel 1895) e a Creta (nel 1897), come così come la guerra greco-turca del 1897 che si concluse con la vittoria ottomana.